# Wendee Lee
Wendee Lee, född den 20 februari 1960 i Los Angeles i USA, är en amerikansk engelskspråkig röstskådespelerska som har haft mer än 300 roller inom bland annat anime, datorspel och TV. Hon är mest känd för sin roll som Faye Valentine i Cowboy Bebop.